# Multiregionalno podrijetlo modernih ljudi
Hipoteza o multiregionalnom podrijetlu modernog čovjeka je znanstveni model koji pruža alternativno objašnjenje za obrazac ljudske evolucije od šire prihvaćenog modela recentnog afričkog podrijetla.
Prema multiregionalnoj evoluciji, ljudska vrsta prvi se put pojavila prije oko 2 milijuna godina i takva se ljudska evolucija odvijala kontinuirano unutar samo jedne ljudske vrste. Ta vrsta obuhvaća sve arhajske ljudske oblike kao što su H. erectus i neandertalac, kao i moderne oblike i u cijelom svijetu evoluirala je u raznoliku populaciju modernog Homo sapiens sapiensa. Prema toj teoriji, mehanizam klinalne varijacije po modelu "centar i rub" pružio je neophodnu ravnotežu između genskog drifta, genskog toka i prirodnog odabira u pleistocenu, te omogućio cjelokupnu evoluciju kao globalne vrste uz očuvanje regionalnih razlika u nekim morfološkim osobinama. Pobornici multiregionalizma ukazuju na fosilne i genomske podatke i kontinuitet arheoloških kultura kao dokaze svoje hipoteze.

## Povijest

### Pregled
Multiregionalnu hipotezu su 1984. godine predložili Milford H. Wolpoff, Alan Thorne i Xinzhi Wu. Wolpoff pripisuje glavni utjecaj Weidenreichovoj "policentričnoj" teoriji o podrijetlu čovjeka, ali upozorava da se ona ne smije miješati s poligenizmom ili Coonovim modelom koji je minimalizirao genski tok. Prema Wolpoffu, William W. Howells je u svojim objavama tijekom pet desetljeća krivo shvaćao multiregionalizam i miješao je Weidenreichovu teoriju s poligenetičkim "modelom svijećnjaka":
Zbog Howellsovog utjecaja, mnogi drugi antropolozi i biolozi miješali su multiregionalizam s poligenizmom, tj. odvojeno od višestrukog porijekla različitih populacija. Alan Templeton, na primjer, navodi da je ta zabuna dovela do greške gdje je genski tok različitih populacija dodan u multiregionalnu hipotezu kao "posebno zastupanje kao odgovor na nedavne poteškoće", unatoč činjenici da "paralelna evolucija nikada nije bila dio multiregionalnog modela, a najmanje njena jezgra, dok genski tok nije bio noviji dodatak, već prisutan u tom modelu od samog početka" (naglasak u izvorniku). Unatoč tome, multiregionalizam se još uvijek miješa s poligenizmom ili Coonovim modelom rasnog podrijetla, od kojeg su se Wolpoff i njegovi kolege distancirali.
Wu je 1998. osmislio multiregionalni model specifično za Kinu koji je nazvao "Kontinuitet sa [slučajnom] hibridizacijom". Wuova inačica primjenjuje multiregionalnu hipotezu samo na istočnoazijske fosilne zapise, što je popularno među kineskim znanstvenicima. Međutim, James Leibold, politički povjesničar moderne Kine, smatra podršku Wuovom modelu velikim dijelom ukorijenjenu u kineskom nacionalizmu. Izvan Kine, multiregionalna hipoteza ima ograničenu podršku, koja dolazi od malog broja paleoantropologa.

### Klasičninasuprotslabommultiregionalizmu
Chris Stringer, vodeći zagovornik šire prihvaćenog modela recentnog afričkog podrijetla, u kasnim 80-im i 90-im je u nizu objava raspravljao s multiregionalistima kao što su Wolpoff i Thorne. Stringer opisuje kako smatra da se prvobitna multiregionalna hipoteza s vremenom promijenila u slabiju varijantu koja sada daje Africi mnogo veću ulogu u ljudskoj evoluciji, uključujući i anatomsku modernost (i kao posljedicu tog manje regionalnog kontinuiteta nego što je prvobitno pretpostavljeno).
Stringer razlikuje prvobitni ili "klasični" multiregionalni model, onaj koji je postojao od svog nastanka 1984. do 2003. godine, od "slabe" varijante nakon 2003. godine, koja "se približila modelu asimilacije".

## Fosilni dokazi

### Morfološki kladusi
Zagovornici multiregionalne hipoteze vide regionalni kontinuitet nekih morfoloških osobina u cijelom svijetu tijekom pleistocena kao dokaz protiv modela o jedinstvenoj zamjeni iz Afrike. Općenito se raspoznaju tri glavne regije: Europa, Kina i Indonezija (u koju se često uključuje Australija). Wolpoff upozorava da se kontinuitet nekih skeletalnih osobina u tim regijama ne treba promatrati u rasnom kontekstu, nego da ih treba nazivati morfološkim kladusima, koji se definiraju kao skupine osobina koje "jedinstveno karakteriziraju jednu geografsku regiju". Prema Wolpoffu i Thorneu (1981.): "Ne promatramo morfološki kladus kao jedinstvenu liniju, niti vjerujemo da je neophodno izvoditi određeni taksonomski status za njega". Kritičari multiregionalizma ističu da ni jedna ljudska osobina nije jedinstvena za jednu geografsku regiju (tj. ograničena na jednu populaciju i nepostojeća kod bilo koje druge), ali Wolpoff et al. (2000.) navode da regionalni kontinuitet prepoznaje samo kombinacije osobina, ne osobine ako im se induvidualno pristupa, što je točka koju drugdje uspoređuju s forenzičkom identifikacijom ljudskog kostura:
Kombinacije osobina su "jedinstvene" u smislu da se mogu naći samo u jednoj regiji ili da su slabo ograničene na jednu regiju s visokom učestalošću (vrlo rijetke u drugima). Wolpoff naglašava da regionalni kontinuitet radi u kombinaciji s genetskom razmjenom između populacija. Dugoročni regionalni kontinuitet u nekim morfološkim osobinama Alan Thorne je objasnio u svom modelu populacijske genetike "centar i rub", koji rješava Weidenreichov paradoks toga "kako su populacije zadržale geografske razlike, a evoluirale zajedno?". Na primjer, Wolpoff i kolege su 2001. objavili analizu karakternih osobina lubanja ranih modernih ljudi u Australiji i središnjoj Europi. Zaključili su da raznolikost tih novijih ljudi nije mogao biti "rezultat isključivo jednog pleistocenskog širenja" i nagovijestili su dvojno porijeklo za svaku regiju, uključujući i križanje s Afrikancima.

#### Indonezija, Australija
Thorne je smatrao da je u Indoneziji i Australiji bilo regionalnog kontinuiteta za morfološki kladus. Smatra se da se taj niz sastoji od najranijih fosila iz Sangirana na Javi koji se mogu pratiti kroz Ngandong i naći kod recentnih australskih aboridžina. Andrew Kramer je 1991. testirao 17 predloženih osobina morfološkog kladusa. Otkrio je da: "ukupno osam od sedamnaest nemetričkih osobina povezuju Sangiran s modernim Australcima" i da one "ukazuju na morfološki kontinuitet, koji nagovještvaju prisutnost genetskog kontinuuma u Australaziji barem tijekom zadnjih milijun godina", ali Colin Groves kritizira Kramerovu metodologiju, ističući da polaritet osobina nije testiran te da je istraživanje zapravo neuvjerljivo. Dr. Phillip Habgood otkrio je da su osobine koje su se smatrale jedinstvenima za australazijsku regiju zapravo pleziomorfične:
Ipak, bez obzira na tu kritiku Habgood (2003.) dopušta ograničen regionalni kontinuitet u Indoneziji i Australiji, priznavši četiri pleziomorfične osobine koje se ne javljaju u tako jedinstvenoj kombinaciji na fosilima u bilo kojoj drugoj regiji; sagitalno ravna čeona kost, s posteriornom pozicijom minimalne frontalne širine, izraženim prognatizmom lica i zigomaksilarnim kvrgama. Ta kombinacija, tvrdi Habgood, posjeduje "određenu australnost".
Wolpoff, isprva skeptičan po pitanju Thorneovih tvrdnji, uvjerio se u njih prilikom rekonstrukcije lubanje br. 17 Homo erectusa iz Sangirana u Indoneziji, gdje ga je iznenadilo to da kut lica i svoda lubanje, po svom pretjeranom prognatizmu, odgovara lubanji br. 1 australskog modernog čovjeka iz močvare Kow. Za razliku od njega, Durband (2007.) navodi da su "osobine koje se navode u svrhu prikazivanja kontinuiteta između primjerka Sangiran 17 i primjerka iz močvare Kow nestale u novoj, više ortognatskoj rekonstrukciji tog fosila koja je nedavno dovršena". Baba et al, koji su nedavno restaurirali lice primjerka Sangiran 17, zaključili su: "regionalni kontinuitet u Australaziji mnogo je manje rasprostranjen nego što to tvrde Thorne i Wolpoff".

#### Kina
Xinzhi Wu zagovara morfološki kladus u Kini koji se proteže tijekom pleistocena i kojeg karakterizira kombinacija 10 osobina. Smatra se da je sekvenca počela s lantianskim i pekinškim čovjekom, upraćena je do primjerka Dali, do kasnopleistocenskih primjeraka (npr. Liujiang) i recentnih kineskih. Habgood je 1992. kritizirao Wuov popis, istaknuvši da se većina od navedenih 10 osobina u kombinacijama redovno javlja na fosilima izvan Kine. Ipak je naglasio da su tri kombinacije (neudubljen korijen nosa, neisturene okomito usmjerene kosti nosa i ravnost lica) u fosilnim zapisima jedinstvene za kinesku regiju i da bi mogle biti dokaz ograničenog regionalnog kontinuiteta. Međutim, prema Chrisu Stringeru, u Habgoodovo istraživanje nije uključeno dovoljno primjeraka iz Sjeverne Afrike, od kojih mnogi imaju manje kombinacije koju je smatrao specifičnom za kinesku regiju.
Mnogi antropolozi odbacili su ravnost lica kao osobinu morfološkog kladusa, zato što se ona može naći na mnogim ranim afričkim fosilima Homo erectusa pa se zbog toga smatra pleziomorfičnom, ali Wu je odgovorio da se oblik ravnosti lica u kineskim fosilnim zapisima čini različitom od ostalih (tj. primitivnih) formi. Toetik Koesbardiati je u svom doktorskom radu "On the Relevance of the Regional Continuity Features of the Face in East Asia" također zaključila da je taj oblik ravnosti lica jedinstven za Kinu (tj. tu se javlja često, a drugdje rijetko), ali upozorava da je to jedini dostupan dokaz regionalnog kontinuiteta: "Samo dvije osobine pokazuju tendenciju koju navodi multiregionalni model: ravnost gornjeg dijela lica izražena tupim nazalno-čeonim kutom i ravnost srednjeg dijela lica izražena tupim zigomaksilarnim kutom".
Lopatasti sjekutići se često navode kao dokaz regionalnog kontinuiteta u Kini. Međutim, Stringer (1992.) je otkrio da su takvi sjekutići prisutni kod više od 70% ranoholocenskih fosilnih primjeraka iz Wadi Halfe u Sjevernoj Africi, kao i to da su česti drugdje. Frayer et al. (1993.) kritizirali su Stringerovu metodu ocjenjivanja lopatastih sjekutića. Oni raspravljaju o činjenici da postoje različite razine izraženosti te osobine, npr. u tragovina (+), djelomično (++) i znatno (+++), ali da ih je Stringer nepravilno sve spojio u jednu grupu: "...kombiniranje tih kategorija na taj način biološki je besmisleno i varljivo, budući da se ta statistika ne može pravilno uspoređivati s vrlo visokom učestalošću te iste kategorije kod Istočnoazijaca." Paleoantropolog Fred H. Smith (2009.) također naglašava: "Obrazac lopatastostih sjekutića je taj koji se identificira kao istočnoazijska regionalna osobina, a ne samo pojava lopatastosti bilo koje vrste". Multiregionalisti tvrde da se znatno (+++) lopatasti sjekutići često javljaju jedino u Kini i imaju manje od 10% učestalosti pojavljivanja drugdje.

#### Europa
David W. Frayer još od 1990-ih opisuje ono što smatra morfološkim kladusom u Europi. Sekvenca počinje s najstarijim primjercima neandertalaca (krapinski pračovjek i lubanje iz Saccopastorea) i proteže se kroz srednji i kasni pleistocen (npr. La Ferrassie 1) do špilje Vindija, gornjopaleolitskih kromanjonaca i recentnih Europljana. Iako mnogi paleontolozi smatraju neandertalce i kromanjonce morfološki različitima, Frayer zadržava sasvim suprotno mišljenje i ističe njihove sličnosti, za koje tvrdi da su dokazi regionalnog kontinuiteta:
Frayer et al. (1993.) smatraju da u kombinaciji postoje barem 4 osobine koje su jedinstvene za europske fosilne zapise: vodoravni, ovalni foramen mandibulae, anteriorna mastoidna kvrga, nadinionsko udubljenje i smanjenje širine nosa povezano sa smanjenjem veličine zuba. Po pitanju posljednjeg, Frayer opaža slijed sužavanja nosa kod neandertalaca, prateći ga do lubanja u kasnom gornjem paleolitiku i holocenu (mezolitu). Drugi osporavaju njegove tvrdnje, ali je dobio podršku od strane Wolpoffa, koji kasne neanderstalske primjerke po obliku nosa smatra "prijelaznim" između ranijih neandertalaca i kasnijih kromanjonaca. Na temelju ostalih sličnosti na lubanji, Wolpoff et al. (2004.) zastupaju stav o znatnom udjelu neandertalaca kod modernih Europljana.
Novije tvrdnje u vezi s kontinuitetom skeletalne morfologije u Europi fokusiraju se na fosile i s neandertalskim i s modernim anatomskim osobinama kako bi u biti pružile dokaze za križanje, a ne zamjenu. U primjere spadaju Dječak iz Lapeda, pronađen u Portugalu i donja čeljust Oase 1 iz Špilje s kostima (Peștera cu Oase) u Rumunjskoj, iako neki osporavaju Dječaka iz Lapeda.

## Genetički dokazi

### Mitohondrijska Eva
Analiza mitohondrijskog DNK-a 147 ljudi iz cijelog svijeta, koju su 1987. proveli Cann et al., ukazala je na to da su se njihove mitohondrijske linije sjedinjavale u jednog zajedničkog pretka iz Afrike prije između 140 000 i 290 000 godina. Analiza sugerira da se to odrazilo na širenje modernog čovjeka kao nove vrste po svijetu, pri čemu je zamjenjivao lokalne arhajske ljude izvan Afrike umjesto da se miješa s njima. Takav scenarij nedavnog zamjenjivanja ne uklapa se u multiregionalnu hipotezu i rezultati mtDNK-a doveli su do veće popularnosti alternativne hipoteze o zamjeni. Prema Wolpoffu i kolegama:
Multiregionalisti su odgovorili na ono što vide kao mane u teoriji o Evi i pružili su protivne genetske dokaze. Wu i Thorne sumnjaju u pozdanost molekularnog sata korištenog za utvrđivanje Evine starosti. Multiregionalisti ističu da mitohondrijski DNK sama ne može isključiti križanje između ranih modernih i arhajskih ljudi, jer su se prilikom križanja mitohonrdijske loze arhajskih ljudi mogle izgubiti zbog genskog drifta ili selektivnog zamaha. Wolpoff, na primjer, iznosi da Eva "nije najrecentniji zajednički predak svih živih ljudi" jer mitohondrijska povijest nije populacijska povijest.

### MtDNK neandertalaca
Sekvence mtDNK neandertalaca iz Feldhofera i špilje Vindija značajno su drukčije od mtDNK modernog čovjeka. Međutim, multiregionalisti su raspravljali o činjenici da je prosječna razlika između sekvence iz Feldhofera i one modernih ljudi manja od razlike među podvrstama čimpanze, te da se stoga može zaključiti da su neandertalci ipak bili ljudi i dio iste linije unatoč tome što su bili različita podvrsta.

### Jezgrena DNK
Prvobitna analiza DNK kromosoma Y, koja se, kao i mitohondrijski DNK, nasljeđuje od samo jednog roditelja, bila je dosljedna modelu nedavnog afričkog pretka. Međutim, mitohondrijski i podaci s Y kromosoma nisu se mogli objasniti istom ekspanzijom modernog čovjeka iz Afrike; ekspanzija Y kromosoma uključivala bi genetsko miješanje koje bi zadržalo regionalno lokalne mitohondrijske linije. Uz to, podaci s Y kromosoma ukazali su na kasnije širenje natrag u Afriku iz Azije, pokazavši da genski tok među regijama nije bio jednosmjeran.
Rana analiza 15 nekodirajućih dijelova kromosoma X otkrila je dodatne nepodudarnosti s hipotezom nedavnog afričkog pretka. Ta analiza pronašla je višemodalnu distribuciju vremena koalescencije do najmlađeg zajedničkog pretka za te segmente DNK, u suprotnosti s očekivanjima za nedavnu afričku zamjenu; bilo je više vremena koalescencije prije gotovo 2 milijuna godina nego što se očekivalo, što ukazuje na to da se jedna drevna populacija odvojila otprilike u vrijeme kada su se ljudi pojavili iz Afrike u obliku Homo erectusa, a ne u novije vrijeme kako nagovještavaju mitohondrijski podaci. Iako je većina tih nalazišta kromosoma X pokazala veću raznolikost u Africi, što je u skladu s afričkim porijeklom, nekolicina je nalazišta pokazala veću raznolikost u Aziji nego u Africi. Za četiri od 15 genskih nalazišta koja jesu pokazala veću raznolikost u Africi, njihova varirajuća raznolikost ovisno o regiji nije se mogla objasniti širenjem iz Afrike, što hipoteza o nedavnoj afričkoj zamjeni predviđa.
Kasnije analize kromosoma X i autosomske DNK nastavile su otkrivati nalazišta s dubokim vremenima koalescencije koja nisu u skladu s jedinstvenim podrijetlom modernih ljudi, uzorke raznolikosti koji nisu u skladu s nedavnim širenjem iz Afrike ili oboje. Na primjer, analize regije RRM2P4 (ribonukleozid-difosfat reduktaza M2 podjedinica pseudogen 4) pokazale su vrijeme coalescencije od oko 2 milijuna godina, s jasnim korijenom u Aziji, dok je lokus MAPT na 17q21.31 podijeljen na dvije duboke genetske loze, od kojih je jedna zajednička za i većinom ograničena na trenutnu europsku populaciju, što ukazuje na nasljedstvo od neandertalaca. U slučaju alela mikrocefalina D, dokazi za brzo nedavno širenje ukazivali su na introgresiju od jedne arhajske populacije.
U analizi i osvrtu na genetske loze 25 kromosomskih regija iz 2005. godine Alan Templeton je pronašao tragove više od 34 pojave genskog toka između Afrike i Euroazije. Od njih je 19 bilo povezano s kontinuiranom ograničenom razmjenom gena kroz barem posljednjih 1,46 milijuna godina; samo ih je 5 bilo u vezi s nedavnim širenjem iz Afrike u Euroaziju. Tri su bile u vezi s prvobitnim širenjem Homo erectusa iz Afrike prije oko 2 milijuna godina, 7 s kasnijim širenjem iz Afrike (do kojeg je došlo u vrijeme širenja ašelejenske tehnologije), te još nekoliko s ostalim genskim tokovima kao što su širenje iz Euroazije natrag u Afriku i najnovije širenje iz Afrike. Templeton je odbacio hipotezu o nedavnoj afričkoj zamjeni sa sigurnošću većom od 99% (p < 10−17).

### Drevna DNK
Novije analize DNK izdvojene izravno iz neandertalskih primjeraka ukazuju na to da su oni ili njihovi preci doprinijeli genomu svih ljudi izvan Afrike, što znači da je došlo do određene razine miješanja s neandertalcima prije nego što su zamijenjeni. Također se pokazalo da su denisovci križanjem doprinijeli DNK Melanezijaca i Australaca.
S 2006. godinom direktno izdvajanje DNK iz određenih primjeraka arhajskih ljudi postalo je moguće. Prve analize koncentrirale su se na neandertalsku DNK i ukazale na to da doprinos neandertalaca ljudskoj genetskoj raznolikosti nije bio viši od 20%, s najvjerojatnijom vrijednosti od 0%. Međutim, do 2010. detaljno sekvenciranje DNK neandertalskih primjeraka iz Europe ukazalo je da je doprinos bio viši od nule, pri čemu su neandertalci dijelili 1-4% više genetskih varijanti s današnjim neafrikancima nego s današnjim ljudima iz subsaharske Afrike. Krajem 2010. otkriveno je da nedavno pronađeni neandertalski arhajski čovjek, denisovski čovjek iz južnog Sibira, dijeli 4-6% više svog genoma s današnjim melanezijskim ljudima nego s bilo kojom drugom grupom, što pruža podršku lateralnom prijenosu gena između dvije regije izvan Afrike. U kolovozu 2011. uočeno je da aleli čovječjeg leukocitnog antigena iz genoma arhajskih denisovana i neandertalaca pokazuju obrasce u populaciji današnjih ljudi, ukazujući na podrijetlo od tih neafričkih populacija; ono je kod modernih Europljana prisutno u vrijednosti od 50%, kod Azijaca 70%, a kod stanovnika Papue Nove Gvineje 95%. Pobornici multiregionalne hipoteze vjeruju da kombinacija regionalnog kontinuiteta unutar i izvan Afrike i lateralnog prijenosa gena među različitim regijama svijeta podržava multiregionalnu hipotezu. Međutim, pobornici teorije nedavnog afričkog pretka također to objašnjavaju činjenicom da se genetske promjene događaju na regionalnoj umjesto kontinentalnoj osnovi, a međusobno bliske civilizacije vjerojatno će dijeliti određene jednonukleotidne polimorfizme specifične za tu regiju, u isto vrijeme dijeleći i većinu ostalih gena.
Teorija selidbene matrice (A=Mt) ukazuje na to da bismo, ovisno o potencijalnom doprinosu neandertalskih predaka, mogli izračunati postotak doprinosa neandertalske mtDNK ljudskoj vrsti. Budući da ne znamo točnu selidbenu matricu, nismo u stanju unijeti ispravne podatke koji bi neoborivo pružili te odgovore.

## Nedavno afričko podrijetlo
Glavna suprotstavljena znanstvena hipoteza trenutno je hipoteza o nedavnom afričkom podrijetlu modernih ljudi, koja predlaže da su moderni ljudi nastali kao nova vrsta u Africi prije 100 do 200 000 godina, iselili se iz Afrike prije 50 do 60 000 godina i zamijenili postojeće ljudske vrste kao što su Homo erectus i neandertalci, uz ograničeno križanje: barem jednom s neandertalcima i jednom s denisovcima. Razlikuje se od multiregionalne hipoteze u tome da multiregionalni model predviđa križanje s lokalnjim ljudskim populacijama pri bilo kojoj takvoj migraciji.

## Unutarnje poveznice
- Mitohondrijska Eva
- Y-kromosomski Adam

## Vanjske poveznice
- Izvor: www.conrante.com  Arhivirana inačica izvorne stranice od 18. prosinca 2005. (Wayback Machine),  Templetonov rešetskasti dijagram koji grafički prikazuje glavne genske tokove.
- Izvor: darwin.eeb.uconn.edu  Arhivirana inačica izvorne stranice od 31. svibnja 2001. (Wayback Machine),  bilješke o driftu i migraciji s jednadžbama kojima se računa učinak na učestalost alela različitih populacija.
- Human Evolution. (2011.), Encyclopædia Britannica. Pristupljeno s http://www.britannica.com/EBchecked/topic/275670/human-evolution
- Višestruke loze u mtDNK genomu čovjeka  Arhivirana inačica izvorne stranice od 11. svibnja 2014. (Wayback Machine), pristupljeno 2. prosinca 2014.